# Acolastus darvazicus
Acolastus darvazicus is een keversoort uit de familie bladkevers (Chrysomelidae). De wetenschappelijke naam van de soort werd in 1975 gepubliceerd door Lopatin.